# Опсада Дубровника 1806.
Опсаду Дубровника 1806. године су провели Руси, Црногорци, Херцеговци и Бокељи 1806. године. Борило се око 2300 Руса и око 5000 Црногораца, Бокеља и Херцеговаца против отприлике 1000 француских војника под командом Лористона. Погинуло је око 660 цивила.
Детаљни дневник дешавања везаних уз руско-црногорску опсаду дубровачког краја је водио Франческо Мариа Апендини.

## Последице
Црногорци, Херцеговци и Бокељи потпомогнути Русима су преко Конавла освојили брдо Срђ и падину изнад манастира светог Јакова у Вишњици. 17. јуна тешко су поразили Французе на Бргату. Дубровачко оружје је било застарело пошто је датирало из 17. века, а људи су хрлили у град. Под двадесетодневном опсадом се нашло 15000 цивила и 1000 француских војника. Током опсаде на Град је пало између 1800 и 3000 топовских кугли, а погинуло је око 60 лица. Спаљено је између 40 и 60 ладањских кућа дубровачког племства (љетниковаца). Руси су искрцали људе са својих бродова. Штета се процењује на 8.827.525 дуката. Уништено је 666 (10%) кућа, од чега на Пилама 144 (половина). У Жупи је уништено 188 кућа (четвртина), у Конавлима 235 (четвртина). У Водовађи је уништено 90% кућа, а Обод је сравњен са земљом. Списи канцеларије конавоске кнежије који су се налазили у кнежевом двору у Придворју су запаљени заједно са фрањевачким манастиром у овом походу па је детаљнија историја Конавала готово непозната и заувек избрисана. Манастир у Придворју Црногорци ће да спале и други пут, у опсади 1991. године.
Мармонт је стигао у Град 30. јула, продужио кроз Конавле и кренуо да заузме Котор. Од 29. септембра до 1. октобра код Дебелог бријега Французи су поразили војску састављену од Руса, Црногораца, Хецеговаца и Бокеља. Француски и руски цар састају се 25. јуна те се Русија одриче Котора. Са 18. на 19. новембра Дубровник је анектиран, а истакнута је застава Краљевине Италије. 6. јануара 1808. је подигнута тробојка Краљевине Италије на Орландовим ступу. Дана 31. јануара 1808. око 14 часова пуковник Делор је прогласио укидање Дубровачке републике и тиме завршава 450-годишња независност Града.